# Роман Ракушка-Романовський
Ракушка-Романовський Роман (1622/23, Ніжин — 1703) — видатний державний і церковний діяч другої половини 17 століття на Гетьманщині. Генеральний Підскарбій в уряді Гетьмана Івана Брюховецького (1663—1668). Також ніжинський сотник (1658—1663) і полковий суддя (1659), організатор адміністративної реформи, фінансів і державного господарства Гетьманщини.  Можливий автор «Літопису Самовидця».

## Біографія
Народився Роман Ракушка близько 1622 року. Його батько Онисько Ракушка походив родом із Поділля, з містечка Романівки Брацлавського воєводства. Належав він до української православної шляхти, і мав власну печатку з гербом.
У 20-х роках XVII ст. Онисько Ракушка прибуває до Ніжина, де пристає до козацького стану, а з 1630 року до козацьких верхів. Там, у Ніжині, й промайнуло дитинство його сина Романа. У роки Визвольної війни українського народу за незалежність Роман Ракушка вступає до козацького війська, і записаний у козацькому реєстрі 1649 року як козак Першополкової сотні Ніжинського полку. 
1654—1655 роках — «ревізор скарбу військового» і «дозорця скарбу військового в полку Ніжинськім». Одночасно виказує себе й дипломатичний хист Романа Ракушки — 1656  перебуває під Ригою в таборі московських військ, а 1658 вже як ніжинський сотник бере участь у відновленні союзу гетьмана Виговського з Кримським Ханатом. З цього часу державна та дипломатична кар'єра Ракушки йде неухильно вгору.  1659 — полковий суддя і учасник делегації від міста Ніжина до Москви, у 1660-му бере участь у переговорах із Польщею і незабаром стає ніжинським наказним полковником.
1663 — підтримує нового гетьмана Брюховецького та займає в гетьманському уряді посаду генерального підскарбія. Іван Брюховецький доручає Ракушці важливу справу реформування Ніжинського полку, й саме тоді Роман Ракушка вперше з'являється на Стародубщині як державний адміністратор і творець нового, окремого Стародубського полку. Відтоді Ракушка контролює в уряді Брюховецького діяльність сімох лівобережних полків (Ніжинського, Стародубського, Сосницького, Київського, Прилуцького, Лубенського та Полтавського) і одночасно відає усім млинарством Гетьманщини.
Але поразка гетьмана Брюховецького у його боротьбі проти Московщини змусила Романа Ракушку як його вірного прихильника, перебратися на Правобережну Україну. Це сталося також унаслідок конфлікту з гетьманом Дем'яном Ігнатовичем. Там він приймається гетьманом Петром Дорошенком і стає священиком і протопопом у Брацлаві (1668—1675) — на батьківщині своїх предків.
Та навіть ставши священиком, Роман Ракушка залишається патріотом України і ворогом московського володарювання на українських землях, тому вже 1670 року гетьман Дорошенко й київський митрополит Йосип Тукальський відправляють його з важливою дипломатичною місією до Царгорода, до патріарха Мефодія.
Активна діяльність Романа Ракушки у Константинополі в справах українського державного та церковного життя, викликала велике занепокоєння у Москві, яка навіть послала до патріарха Мефодія спеціальну грамоту, в якій вимагалося покарання «наклепника» Романовського. Але Ракушка спокійно повертається в Україну, і тільки невдача Дорошенка у війні з Москвою, та руйнація українського Правобережжя, змушує його знову виїхати на Лівобережну Україну. Звичайно ж, займатися політичною діяльністю він вже не міг, тому вирішує посвятити себе цілком Церкві, для чого перебирається саме у Стародуб.

## Ракушка на Стародубщині
З 1676 Роман Ракушка одержує парафію при стародубській Миколаївській церкві, де служить 27 літ. Тоді він вирішує узятись до написання великої історії України, від початку повстання Богдана Хмельницького аж до сучасних йому часів. Адже великий власний досвід, участь у керуванні Україною в цю епоху, надавала йому можливість висвітлити події в Україні очима Самовидця. Так виникає «Літопис Самовидця», український козацький літопис XVII століття, що є одним з найголовніших і найбільш вірогідних творів української історіографії другої половини XVIII століття.

## Літопис Самовидця
На думку більшості дослідників (Михайло Грушевський, Дмитро Дорошенко, Олександр Оглоблин, Микола Петровський, Віктор Романовський та ін.), є автором «Літопису Самовидця». 
«Літопис Самовидця» є оригінальним твором української літератури та історії XVII століття. Він написаний тогочасною українською літературною мовою з елементами народних говірок. Твір складається зі вступу і двох частин. У вступі описується становище в Україні перед національно-визвольною війною українського народу під проводом Б. Хмельницького 1648-57 років. У першій частині автор змальовує воєнно-політичні події національно-визвольної війни та періоду Руїни до 1676 року. У другій частині твору висвітлюються події 70-х — 90-х рр. XVII ст., опис яких доведено до 1702 року, майже до смерті автора. Таким чином уся друга частина «Літопису» висвітлює ті події, про які Роман Ракушка міг довідатися вже на Стародубщині, і писалися в цю частину ті події, що відбувалися тут прямо зараз, за життя автора. Залишаючись патріотом цілої України, оспівуючи її державницьке життя, не забуває Роман Ракушка й про Стародубщину, присвячуючи їй цілі оповідання у своєму творі, які записані з великим знанням деталей і подробиць, та показують неабияку любов Самовидця до цього краю. Саме завдяки Романові Ракушці нам так багато відомо з історії Стародубщини того часу.

## Події на Стародубщині у «Літопису Самовидця»
У «Літопису» розповідається про поселення старообрядців на території Стародубського полку, про «зраду» полковника Рославця та люту зиму 1677 року, про велику пожежу у Стародубі та відбудову міста, про посуху та сарану, про життя парафіян Стародубщини та про діяльність стародубських полковників. У той же самий час, з вуст козаків Стародубського полку, одержує Самовидець вістки про події на всій Україні, про війни та бойові походи, в яких беруть участь стародубські козаки. Роман Ракушка перепускає всю цю інформацію через себе, та з-під його пера виходять жваві та достовірні оповідання про головні події в житті України. Так, наприклад, другий Чигиринський похід 1678 року і облога турками Чигирина описані так, як міг писати про це безпосередній учасник подій. Автор дає нібито журнал, в якому день за днем виголошуються події облоги і захисту Чигирина, описує топографію місцевості і розташування військ, називає імена осіб, що керували військовими діями, вказує роль різних частин військ, відзначає їх втрати, і так далі.

У той самий час, об'єктивно та докладно описуючи історичні події в Україні та Стародубщині, Роман Ракушка не залишається стороннім спостерігачем, він оцінює всі ті події як український патріот та державник, підкреслюючи перед читачем моральне значення того, про що він пише. Так спробу стародубського полковника Петра Рославця задля власної користі відірвати Стародубщину від України, автор однозначно характеризує як «зраду», а суд гетьмана над полковником є неминучою розплатою за цей ганебний вчинок. З великою прихильністю та пошаною пише Самовидець про стародубських полковників братів Самойловичів, а арешт їхнього батька, гетьмана Івана Самойловича росіянами, викликає у Самовидця почуття великого обурення та зненависті до окупантів. Автор пише про те, як гетьмана арештували у церкві, на молитві,
з безчестієм ударивши,
і
сторожа московська, усадивши на прості колеса московські, а сина гетьманського Якова на коницю худу охляп без сідла, і провадили до московського табору до боярина, і там узяли за сторожу кріпку.
З неменшим жахом Роман Ракушка свідчить про тортури та страту чернігівського полковника Григорія Самойловича, який наважився зі зброєю в руках захищати своє життя від московського свавілля:
А старшого сина Григорія взяв з собою окольничий до города Сівська, і там по многих спитках голову одтяли, рубаючи разів три задля більшої муки, і так безчесно погребено без похорону, бо не дано й священика, жеби його висповідати.
І про все це писав у своєму «Літописі» Роман Ракушка, аби нащадки не забували, як важко здобувала Україна свою незалежність. Та залишаючись українським патріотом, не цурався Роман Ракушка звичайного людського співчуття й до людей інших національностей, також пригнічених російським царатом. У тих старообрядцях, що тікали на Стародубщину від катувань та смерті з боку російського уряду, бачив Самовидець людей гордих та сміливих, що не схилили свою голову перед жорстокою владою, і до кінця боролися за свободу совісті у тоталітарній державі. Ті старообрядці розповідали стародубцям про ченців Соловецького монастиря, які зачинили свої ворота перед московським військом, та відмовилися підкорятися російському цареві за його релігійну реформу. Монастир був узятий штурмом, а ченці-старообрядці розпорошилися з його території по всій Росії. А православний український священик Роман Ракушка, як справжній європейський гуманіст, стає у своєму творі на бік покривджених старообрядців. Він пише:
І за те той монастир сплюндровано, котрий на увесь світ славний, і святих чудотворних мав у собі; і за ті нові речі многих ченців, попів і світського стану людей у землі Московській помордовано, же того не хотіли приймати, але на старому держалися, як перед тим було. І многі виходили на Україну на мешкання, і у Сіверщину, позаставивши набутки свої, а інших і на заслання позасилане.
Так навчав Роман Ракушка своїх парафіян бути толерантними до представників інших національностей та іншої віри.

## Нащадки Ракушки
Гетьман Іван Мазепа, який очолив Гетьманщину з 1687 року, відразу високо оцінив працю та діяльність Р. Ракушки у Стародубі. У перший рік свого гетьманування І. Мазепа винагородив священика Миколаївської церкви селом Новосілками під Стародубом, аби автор «Літопису» ніколи не мав нужди, міг більше часу витрачати на свою велику працю.
Помер у 1703 році, був з честю похований поблизу своєї церкви у Стародубі. Діти Романа — Іван та Петро, на честь батька узяли собі прізвище Романовські, яке завжди нагадувало їм та їхнім нащадкам про їх славетного предка. Петро Романовський мав двір у Стародубі на Заріччі, Іван служив у Стародубському полку. У 1682—1687 та 1690—1705 роках він був мглинським сотником, у 1689 році стародубським полковим хорунжим, а у 1705—1708 роках — полковим суддею.

## «Літопис Самовидця» та«Історія Русів»
Праця Романа Ракушки набула на Стародубщині та Україні великої слави, та поширювалася у рукописах. Оригінал твору не зберігся, а найдавніша копія з нього, яка дійшла до нашого часу, була зроблена саме у Стародубі 1734 року, та належала бунчуковому товаришеві Петру Іскрицькому, нащадки якого — Кулябки-Корецькі зберігали її у своєму маєтку в Суразькому повіті аж до XIX століття, коли й передали дослідникам. Вперше ж видрукував «Літопис Самовидця» видатний український науковець Осип Бодянський у 1846 році, майже одночасно з іншим видатним українським твором — «Історією Русів». Найдавніші списки «Історії Русів» були також знайдені на Стародубщині, автор цього твору був добре обізнаний з працею Самовидця, та використовував деякі дані з неї у своєї «Історії». От так от і поєдналися у нерозривне ціле дві великих праці початку та кінця XVIII ст. — «Літопис Самовидця» та «Історія Русів».

## Вшанування пам'яті
23 листопада 2018 року на честь Романа Ракушки-Романовського в його рідному Ніжині на Стіні Героїв було встановлено меморіальну дошку.

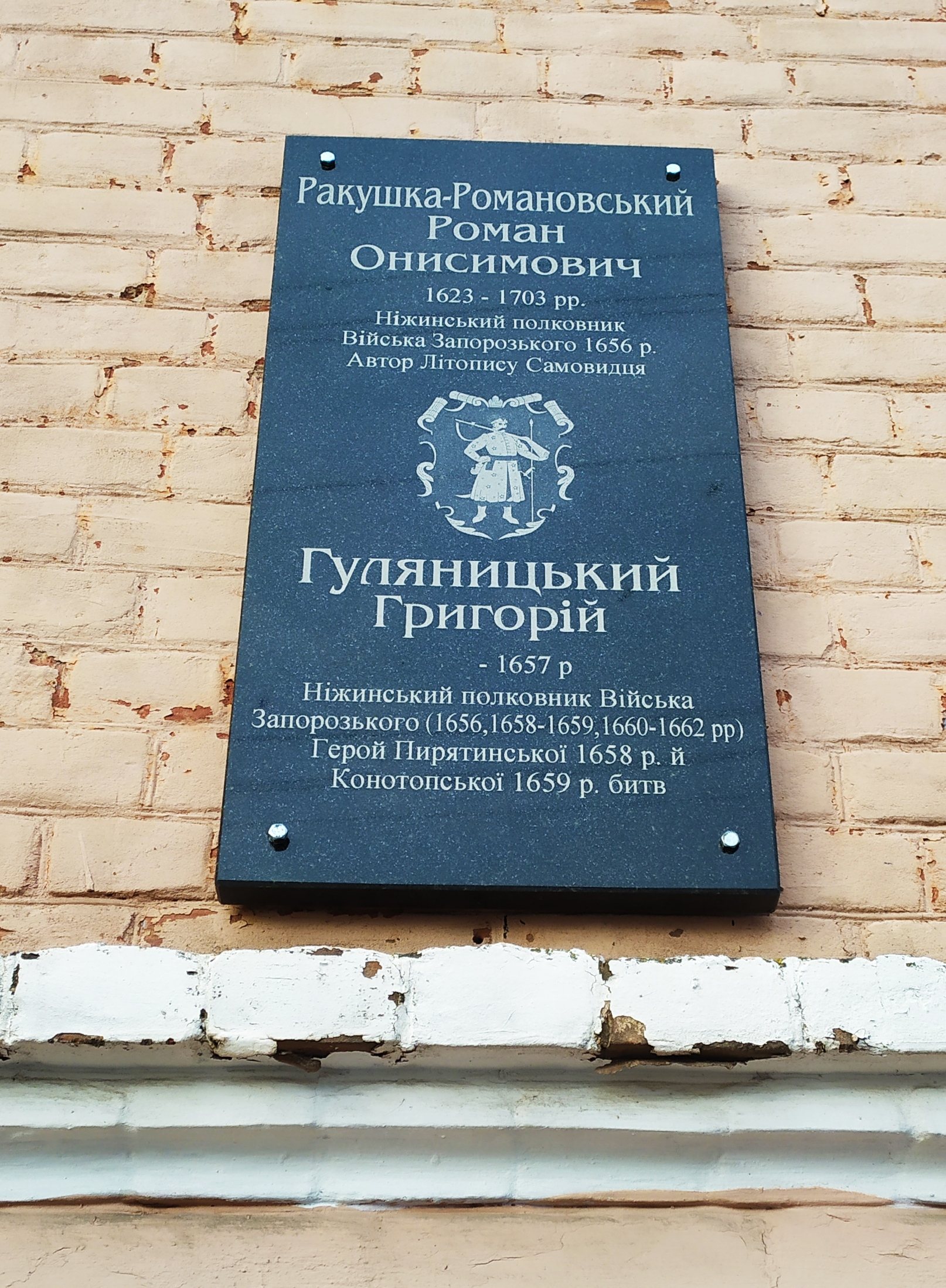
Пам'ятна дошка Ракушці-Романовському та Григорію Гуляницькому